# Crise politique britannique de 2022
|                                                       |  |                                                    |
| Boris Johnson annonce sa démission le 7 juillet 2022. |  | Liz Truss annonce sa démission le 20 octobre 2022. |

La crise gouvernementale britannique de 2022 est une crise politique survenue entre le 5 et le 7 juillet 2022, menant à la démission du deuxième gouvernement Johnson, le gouvernement sortant du Royaume-Uni et ayant pour prélude le Partygate à partir de novembre 2021.
Elle connaît son prolongement avec la chute rapide du gouvernement Truss, qui démissionne en octobre 2022.

## Déroulement

### Défiance envers Boris Johnson

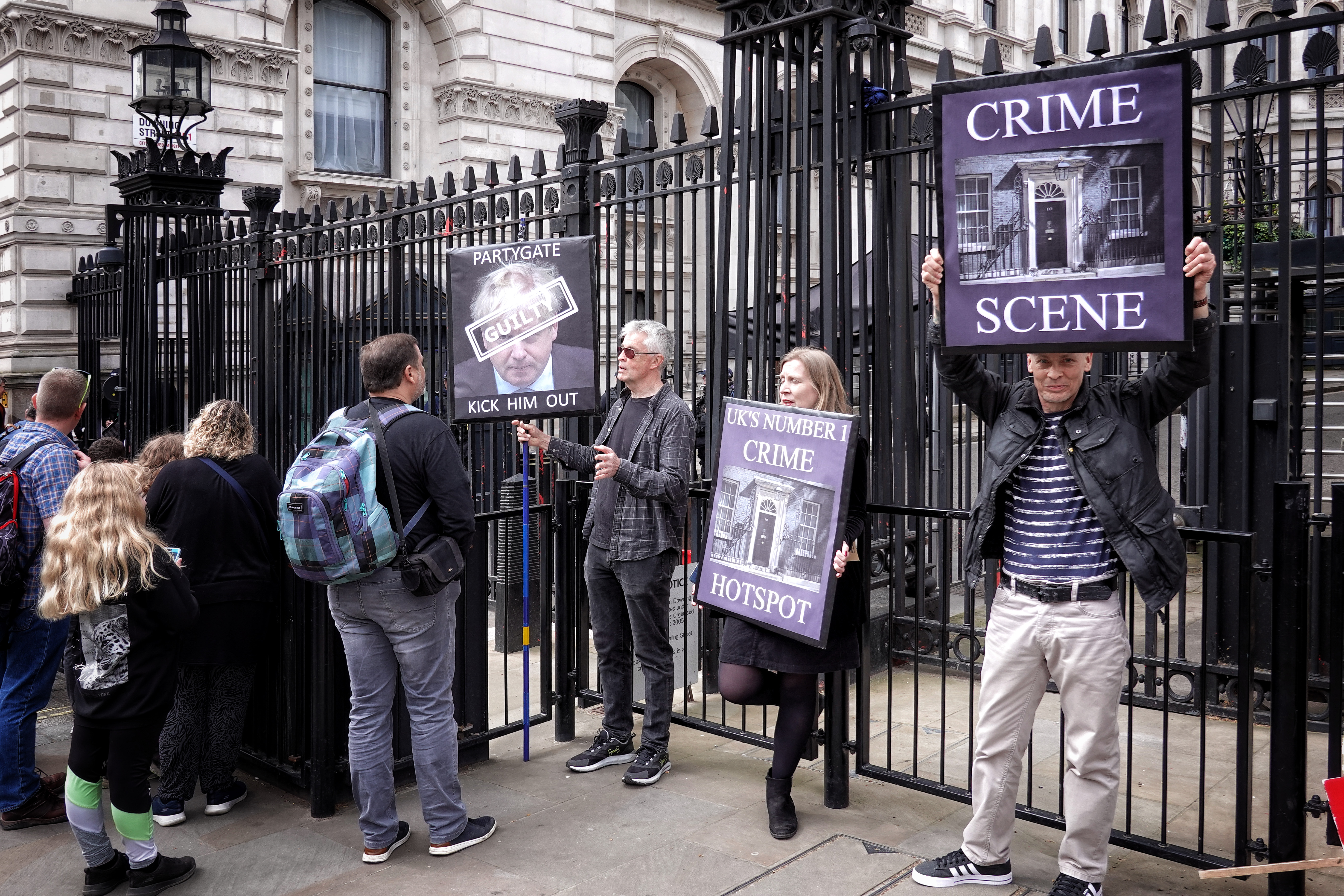
Protestation à la suite du Partygate.

Le 30 novembre 2021, le journal The Daily Mirror révèle que Boris Johnson aurait participé à des rassemblements illégaux en 2020 et en 2021 avec d'autres membres du gouvernement alors même que les autorités appliquent plusieurs restrictions sanitaires pour lutter contre la pandémie de Covid-19. Il s'agit notamment de plusieurs fêtes organisées au 10 Downing Street par des personnes proches du Premier ministre Boris Johnson. Johnson assume la responsabilité de ces manquements et présente des excuses publiques.
Une autre polémique apparaît au cours du mandat de Boris Johnson concernant le montant de la rénovation de son appartement de fonction, financée par un don privé.
Enfin, des scandales sexuels impliquant plusieurs députés conservateurs ont éclaté.

### Démission de Boris Johnson
Le 6 juin 2022, Boris Johnson est soumis à un vote de confiance des députés conservateurs, il parvient à conserver son poste grâce à 211 députés qui votent pour son maintien en fonctions alors que 148 votent contre. Il en ressort néanmoins affaibli politiquement.
Le 5 juillet, le chancelier de l'Échiquier Rishi Sunak et le secrétaire d'État à la Santé et aux Affaires sociales Sajid Javid ont démissionné de leurs fonctions. Ce dernier indique n’avoir « plus confiance en ce leadership » à la suite des polémiques. Cela s'est produit à la suite du scandale Chris Pincher. Un grand nombre d'autres membres du gouvernement ont alors également démissionné, conduisant à d'intenses spéculations sur la question de savoir si Boris Johnson continuerait en tant que Premier ministre du Royaume-Uni,. Le chef de l'opposition Keir Starmer a attaqué à la fois Johnson et ceux qui n'avaient pas démissionné, affirmant que rester fidèle au Premier ministre jusque-là signifiait qu'ils n'avaient pas « une once d'intégrité ». Il a également qualifié de manière moqueuse le nouveau frontbench (en) de Johnson de « Charge of the Lightweight Brigade ».
Le lendemain, c'est une vingtaine d’autres membres du gouvernement qui annoncent quitter leurs postes en exprimant leur profond désaccord avec la politique menée par Boris Johnson. À ce moment-là, le Premier ministre exclut encore de démissionner.
Au 7 juillet, 58 députés avaient démissionné des postes du gouvernement et du parti, et un autre, le secrétaire d'État à l'Égalité des chances, au Logement et aux Communautés Michael Gove, a été démis de ses fonctions par Johnson.
Après que plus de 50 personnes ont démissionné, Boris Johnson annonce finalement sa propre démission lors d'une allocution télévisée le 7 juillet 2022.

### Mandat éphémère de Liz Truss
Au cours d'un vote interne au parti conservateur, Liz Truss est finalement élue en septembre 2022 et succède à Johnson.
Après plusieurs semaines de crise, déclenchée par la présentation des mesures fiscales en septembre, et face à une fronde de plus en plus intense au sein du groupe parlementaire, Liz Truss annonce le 20 octobre 2022 sa démission de la direction du Parti conservateur, seulement six semaines après avoir pris ses fonctions de Première ministre, indiquant que « vu la situation, je ne peux pas remplir le mandat sur lequel j'ai été élue par le Parti conservateur » puis annonçant l’organisation d'une primaire pour la remplacer.
Cette démission intervient après 44 jours au poste de Premier ministre, qu'elle conserve à titre intérimaire jusqu'à l'élection de son successeur au sein du parti cinq jours plus tard. Avec 49 jours en fonction, elle établit ainsi le record du plus court mandat au 10 Downing Street, détenu depuis près de deux siècles par un autre conservateur, George Canning, mort en fonction. Son gouvernement battait des records d'impopularité, avec un taux d'approbation de seulement 10 % à la mi-octobre.

## Réactions

### Démission de Boris Johnson
Le président Ukrainien Volodymyr Zelensky a exprimé sa tristesse quant à l'annonce de la démission du premier ministre britannique et l'a remercié pour son aide face à l'invasion russe.
Le président américain Joe Biden a déclaré que le Royaume-Uni et les Etats-Unis resteraient « des amis proches et des alliés ».
La ministre des Affaires étrangères Liz Truss a fait une déclaration après le départ du Premier ministre, la qualifiant de « bonne décision » et appelant au « calme et à l'unité ».
Le travailliste Keir Starmer a estimé qu’il s’agissait d’une « bonne nouvelle ».

## Sources et références
- (en) Cet article est partiellement ou en totalité issu de l’article de Wikipédia en anglais intitulé « 2022 United Kingdom government crisis » (voir la liste des auteurs).

1. ↑  Agence France-Presse, « Partygate : accusé de mentir, Boris Johnson s’en défend », sur Radio-Canada, 18 janvier 2022 (consulté le 13 août 2025)
2. ↑  Par Le Parisien avec AFP Le 19 avril 2022 à 18h25, « «Partygate» au Royaume-Uni : Boris Johnson s’excuse «sans réserve» devant le Parlement », sur leparisien.fr, 19 avril 2022 (consulté le 7 juillet 2022)
3. ↑  « Rénovation de l’appartement de Boris Johnson : le Parti conservateur écope d’une amende », Le Monde.fr,‎ 9 décembre 2021 (lire en ligne, consulté le 7 juillet 2022)
4. ↑  « Scandale sexuel, démissions de ministres en cascade… d’où vient la nouvelle crise politique qui affaiblit Boris Johnson ? », sur L'Obs, 6 juillet 2022 (consulté le 7 juillet 2022)
5. ↑  « « Partygate » : Boris Johnson obtient la confiance des députés conservateurs, mais sort très affaibli du vote », Le Monde.fr,‎ 7 juin 2022 (lire en ligne, consulté le 7 juillet 2022)
6. ↑  (en) « Rishi Sunak resigns as chancellor in devastating blow to Boris Johnson », sur The Independent, 5 juillet 2022
7. ↑  (en) « LISTED: All the Tory MPs who have resigned so far », sur The Northern Echo, 6 juillet 2022
8. ↑  (en) « Government resignations: Who resigned, who stayed? », sur BBC News, 7 juillet 2022
9. ↑  (en) « Chris Mason: Boris Johnson facing day of judgement », sur BBC News, 6 juillet 2022
10. ↑  (en) « ‘Charge of the lightweight brigade’: Starmer uses PMQs to mock Tories », sur The Guardian, 6 juillet 2022
11. ↑  « Royaume-Uni : démissions en cascade dans le gouvernement de Boris Johnson », Le Monde.fr,‎ 6 juillet 2022 (lire en ligne, consulté le 7 juillet 2022)
12. ↑  (en) « Michael Gove sacked by PM, Welsh Secretary Simon Hart quits as Cabinet fallout continues », sur Inews, 6 juillet 2022
13. ↑  « DIRECT. Royaume-Uni : Boris Johnson laissera au prochain Premier ministre les "décisions budgétaires majeures" », sur Franceinfo, 7 juillet 2022 (consulté le 7 juillet 2022)
14. ↑  « Royaume-Uni : Liz Truss démissionne après seulement six semaines au pouvoir », L'Obs,‎ 20 octobre 2022 (lire en ligne, consulté le 20 octobre 2022).
15. ↑  « Liz Truss démissionne et annonce l’organisation d’une primaire », Le Monde,‎ 20 octobre 2022 (lire en ligne, consulté le 20 octobre 2022).
16. ↑  Glenn Gillet, « Avec 44 jours en poste, Liz Truss est la Première ministre britannique la plus éphémère de l'histoire », BFM TV,‎ 20 octobre 2022 (lire en ligne, consulté le 20 octobre 2022).
17. ↑  (en) Reuters, « Eight out of 10 Britons disapprove of Liz Truss-led government - poll », Reuters,‎ 18 octobre 2022 (lire en ligne)
18. ↑  « Boris Johnson: World reacts as UK PM resigns - BBC News », sur web.archive.org, 7 juillet 2022 (consulté le 7 juillet 2022)
19. ↑  « Glee in Russia and sadness in Ukraine as Boris Johnson quits | Boris Johnson | The Guardian », sur web.archive.org, 7 juillet 2022 (consulté le 7 juillet 2022)
20. ↑  « Liz Truss appelle au «calme et à l’unité» après la démission de Boris Johnson, l’Ukraine le remercie pour son soutien », sur sudinfo.be, 7 juillet 2022 (consulté le 7 juillet 2022)
21. ↑  Avec AFP, « Démission de Boris Johnson : qui pour lui succéder au poste de Premier ministre ? », sur Ouest-France.fr, 7 juillet 2022 (consulté le 7 juillet 2022)